# Fa-Tal - Gal a Todo Vapor
Fa-Tal - Gal a Todo Vapor é um álbum ao vivo da cantora brasileira Gal Costa, lançado em 1971.

## Descrição
Sob a direção de Waly Salomão, Gal Costa estrelaria "Fatal", uma série de concertos que realizou no Teatro Tereza Rachel, no Rio de Janeiro. A turnê foi considerada pela crítica como um marco na sua carreira. O resultado destas apresentações foi compilado em um álbum duplo, que traz até ruídos e falhas do improviso. No repertório da cantora, uma miscelânea de canções que passa desde a tradição de Ismael Silva e o folclore baiano a vanguarda de Caetano Veloso e Jorge Ben. Detaques para as interpretações de "Pérola Negra" (do então novato Luiz Melodia), "Vapor Barato" (de Jards Macalé e Waly Salomão), "Como Dois e Dois" (de Caetano) e "Sua Estupidez" (de Roberto e Erasmo Carlos). Com essa série de shows e o disco com repertório gravado ao vivo, Gal recebeu a alcunha na época de musa do desbunde.

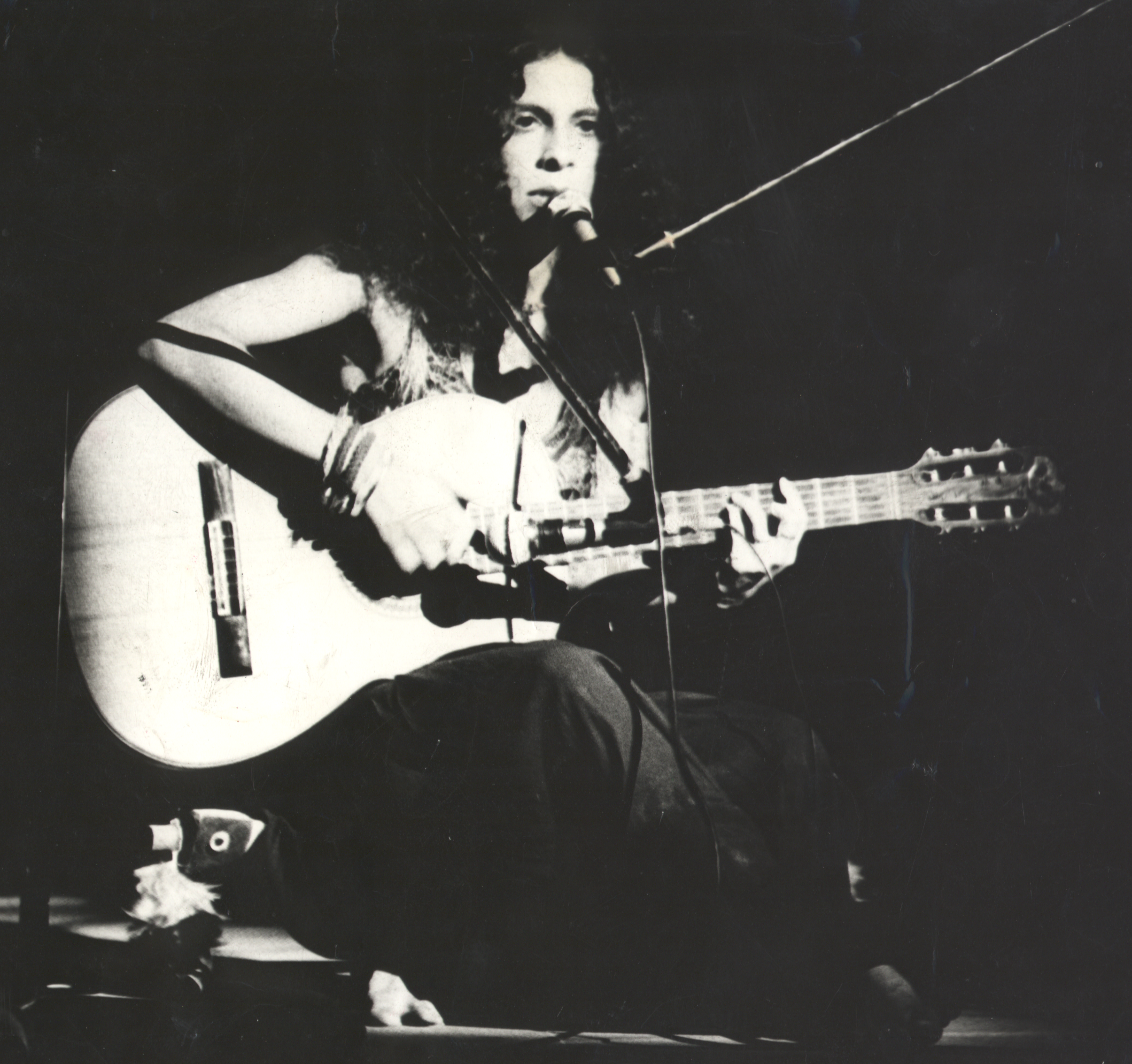
Gal Costa durante show em 1971.

O show foi filmado pelo cineasta Leon Hirszman, porém nunca foi lançado. Gal Costa declarou em entrevistas que um dia deseja ver as filmagens restauradas e lançadas em DVD. Alguns trechos curtos dessas filmagens foram exibidas no documentário O Nome Dela é Gal, produzido em 2017..
O LP, segundo disco duplo da história da MPB, foi eleito em uma lista da versão brasileira da revista Rolling Stone como o 20º melhor disco brasileiro de todos os tempos.
| Críticas profissionais | Críticas profissionais |
| Avaliações da crítica  | Avaliações da crítica  |
| Fonte                  | Avaliação              |
| ---------------------- | ---------------------- |
| Allmusic               | link                   |

## Faixas
| Lado 1 |                     |                 |         |  |
| N.º    | Título              | Compositor(es)  | Duração |  |
| 1.     | "Fruta Gogóia"      | Tradicional     | 0:40    |  |
| 2.     | "Charles Anjo 45"   | Jorge Ben       | 0:26    |  |
| 3.     | "Como Dois e Dois"  | Caetano Veloso  | 2:45    |  |
| 4.     | "Coração Vagabundo" | Veloso          | 3:44    |  |
| 5.     | "Falsa Baiana"      | Geraldo Pereira | 5:34    |  |
| 6.     | "Antonico"          | Ismael Silva    | 4:46    |  |

| Lado 2 |                 |                               |         |  |
| N.º    | Título          | Compositor(es)                | Duração |  |
| 7.     | "Sua Estupidez" | Roberto Carlos, Erasmo Carlos | 4:02    |  |
| 8.     | "Fruta Gogóia"  | Tradicional                   | 1:06    |  |
| 9.     | "Vapor Barato"  | Waly Salomão, Jards Macalé    | 8:37    |  |

| Lado 3 |                    |                             |         |  |
| N.º    | Título             | Compositor(es)              | Duração |  |
| 10.    | "Dê Um Rolê"       | Moraes Moreira, Luiz Galvão | 4:05    |  |
| 11.    | "Pérola Negra"     | Luiz Melodia                | 4:44    |  |
| 12.    | "Mal Secreto"      | Macalé, Salomão             | 5:02    |  |
| 13.    | "Como Dois e Dois" | Veloso                      | 4:32    |  |

| Lado 4         |                                                                                           |                                 |         |  |
| N.º            | Título                                                                                    | Compositor(es)                  | Duração |  |
| 14.            | "Hotel das Estrelas"                                                                      | Duda Machado, Macalé            | 4:30    |  |
| 15.            | "Assum Preto"                                                                             | Luiz Gonzaga, Humberto Teixeira | 3:49    |  |
| 16.            | "Bota a Mão nas Cadeiras"                                                                 | Tradicional                     | 1:09    |  |
| 17.            | "Maria Bethânia"                                                                          | Veloso                          | 0:44    |  |
| 18.            | "Chuva, Suor e Cerveja" (Intitulada "Não Se Esqueça de Mim" na contracapa do LP original) | Veloso                          | 1:59    |  |
| 19.            | "Luz do Sol"                                                                              | Carlos Pinto, Salomão           | 5:22    |  |
| Duração total: | Duração total:                                                                            | Duração total:                  | 67:36   |  |

## Músicos
- Gal Costa: voz e violão
- Lanny Gordin: guitarras e direção musical
- Novelli: baixo
- Baixinho: tumbadoras
- Jorginho: bateria

## Ficha Técnica
- Direção de produção e estúdio: Roberto Menescal
- Direção musical e arranjos: Lanny Gordin
- Ambientação: Luciano Figueiredo
- Direção geral: Waly Salomão
- Produção show e assistência de produção: Paulo Lima
- Técnico de gravação: Jorge Karan (Gravação ao vivo)
- Capa: Luciano Figueiredo e Óscar Ramos